# Gerhard Rehberg
Gerhard Walter Rehberg (* 8. Januar 1936 in Powunden/Ostpreußen (heute Chrabrowo)) ist ein deutscher Politiker und Fußballfunktionär.
In den Jahren 1952 bis 1954 erhielt Rehberg eine Ausbildung als Berglehrling. Nach seiner bergmännischen Berufsentwicklung über den Lehrhauer zum Hauer qualifizierte er sich im Jahr 1966 an der Bergschule Essen zum Steiger. Als solcher war er auf der Zeche Westerholt bis 1992 tätig.
Rehberg gehörte von 1975 bis 2004 als Mitglied der SPD-Fraktion dem Stadtrat in Gelsenkirchen an und war zuletzt Vorsitzender des Sport- sowie des Liegenschaftsausschusses. Von 1979 bis 2004 war er ehrenamtlicher Bürgermeister der Stadt Gelsenkirchen und in dieser Funktion erster Stellvertreter des Oberbürgermeisters bei der Leitung der Ratssitzungen und bei der Repräsentation. In den Jahren 1994 bis 2007 war er außerdem Vorstandsvorsitzender des FC Schalke 04.
Anlässlich der Viertelfinal-Auslosung der Champions League 2012/13, in der Schalke 04 auf den amtierenden türkischen Meister Galatasaray Istanbul traf, wurde bekannt, dass Rehberg neben seiner Ehrenpräsidentschaft bei Schalke auch eine Vereinsmitgliedschaft bei Galatasaray besitzt. Er selbst sagte dabei, dass Galatasaray eines der zwei Teams sei, als deren Fan er sich selbst sieht. Die Mitgliedschaft erhielt er aufgrund einer engen Freundschaft, die er mit dem verstorbenen Galatasaray Präsidenten Özhan Canaydın hatte. Während der Präsidentschaft von Canaydın erhielt Rehberg die Vereinsmitgliedschaft.
Ihm wurde das Bundesverdienstkreuz sowie das Verdienstkreuz 1. Klasse verliehen.
Rehberg ist verheiratet und hat einen Sohn.